# خیوکا
خیوکا (لهستانی: Chyłka) یک مجموعهٔ تلویزیونی درامِ جنایی لهستانی است که در سال ۲۰۱۸ منتشر شد. این سریال در کشورهای انگلیسی‌زبان با نام ناپدیدی (انگلیسی: The Disappearance) به نمایش درآمد.

## خلاصه داستان
«یوآنا خیوکا» (با هنرنمایی ماگدالنا چلتسکا) وکیلی مجرب و سازش‌ناپذیر است. پس از ناپدید شدن دختربچهٔ سه ساله‌ای به نام «نیکولا شلزینگر»، پلیس نمی‌تواند شواهدی روشن مبنی بر وقوعِ یک آدم‌ربایی پیدا کند و به پدر و مادر کودک مظنون می‌شود. اینجاست که «یوآنا خیوکا» به همراه دستیارِ کارآموزِ خود «کوردیان اورینسکی» (با بازی فیلیپ پوآویاک) دفاع از والدین دخترک (با بازی کاتاژینا وارنکه و میخاو ژورافسکی) را بر عهده می‌گیرد که مظنونان اصلی این پرونده هستند.

## گزیدهٔ بازیگران
- ماگدالنا چلتسکا
- فیلیپ پوآویاک
- یاکوب گیرشائو
- پیوتر ژورافسکی
- شیمون بوبروفسکی
- یاتسک کومان
- الگا بووانچ
- کارول پوخچ
- ایرنئوش چوپ
- سزاری پازورا
- پیوتر استراموفسکی
- کاژیمیش مازور
- کاتاژینا وارنکه
- میخاو ژورافسکی
- پیوتر گوئوواتسکی
- هالینا بِدناش
- میروسواف باکا
- نیکودم رزبیتسکی
- میروسواف هانیشفسکی
- شیمون پیوتر وارشافسکی
- آرتور ژمیفسکی
- یژی شیبال
- ماچئی میکووایچیک
- آگنیشکا چکاینسکا
- اولگیرد ووکاشویچ
- مارچین بوساک
- توماش شوخارت
- سزاری ووکاشویچ
- میلنا سوشینسکا
- وویچیخ ژیلینسکی
- آنتونی پاولیتسکی
- ماریوش بوناشفسکی
- لخ دیبلیک
- مارتا شچیسوویچ
- مونیکا پیکووا
- کاتاژینا کووِچک
- یاتسک پونیه‌جاویک
- سزاری کوشینسکی
- مارتا مالیکوفسکا
- زبیگنیف سوشنسکی
- آدام فرنتسی
- ویتولد دنبیتسکی
- یان انگلرت
- اِوا وِنتسل
- ماوگوژاتا پوتوتسکا
- هانا کوناروفسکا
- اِما گیگژنو